# العلاقات المكسيكية الكازاخستانية
العلاقات المكسيكية الكازاخستانية هي العلاقات الثنائية التي تجمع بين المكسيك وكازاخستان.

## مقارنة بين البلدين
هذه مقارنة عامة ومرجعية للدولتين:
| وجه المقارنة                                              | المكسيك                                                                               | كازاخستان                      |
| --------------------------------------------------------- | ------------------------------------------------------------------------------------- | ------------------------------ |
| المساحة (كم2)                                             | 1.97 مليون                                                                            | 2.72 مليون                     |
| عدد السكان (نسمة)                                         | 130.53 مليون                                                                          | 17.95 مليون                    |
| الكثافة السكانية (ن./كم²)                                 | 66.26                                                                                 | 6.6                            |
| العاصمة                                                   | مدينة مكسيكو                                                                          | نور سلطان                      |
| اللغة الرسمية                                             | اللغة الإسبانية                                                                       | اللغة القازاقية، اللغة الروسية |
| العملة                                                    | بيزو مكسيكي                                                                           | تينغ كازاخستاني                |
| الناتج المحلي الإجمالي (بليون دولار)                      | 1.15 تريليون                                                                          | 159.41 مليار                   |
| الناتج المحلي الإجمالي (تعادل القوة الشرائية) بليون دولار | 2.16 تريليون                                                                          | 439.39 مليار                   |
| الناتج المحلي الإجمالي الاسمي للفرد دولار أمريكي          | 9.01 ألف                                                                              | 10.51 ألف                      |
| الناتج المحلي الإجمالي للفرد دولار أمريكي                 | 17.32 ألف                                                                             | 24.23 ألف                      |
| مؤشر التنمية البشرية                                      | 0.756                                                                                 | 0.788                          |
| رمز المكالمات الدولي                                      | +52                                                                                   | +7                             |
| رمز الإنترنت                                              | .mx                                                                                   | .kz، .қаз ‏                     |
| المنطقة الزمنية                                           | منطقة زمنية وسطى، المنطقة الزمنية الجبلية، زمن منطقة المحيط الهادئ، منطقة زمنية شرقية | ت ع م+05:00، ت ع م+06:00       |

## منظمات دولية مشتركة
يشترك البلدان في عضوية مجموعة من المنظمات الدولية، منها:
| علم المنظمة | اسم المنظمة                        | تاريخ انضمام المكسيك | تاريخ انضمام كازاخستان |
| ----------- | ---------------------------------- | -------------------- | ---------------------- |
|             | الاتحاد البريدي العالمي            | ?                    | ?                      |
|             | يونسكو                             | 4 نوفمبر 1946        | 22 مايو 1992           |
|             | البنك الدولي للإنشاء والتعمير      | 31 ديسمبر 1945       | 23 يوليو 1992          |
|             | وكالة ضمان الاستثمار متعدد الأطراف | 1 يوليو 2009         | 12 أغسطس 1993          |
|             | الاتحاد الدولي للاتصالات           | 1 يوليو 1908         | 23 فبراير 1993         |
|             | منظمة الشرطة الجنائية الدولية      | ?                    | ?                      |
|             | مؤسسة التمويل الدولية              | 20 يوليو 1956        | 30 سبتمبر 1993         |
|             | مجموعة الموردين النوويين           | ?                    | ?                      |
|             | الأمم المتحدة                      | 7 نوفمبر 1945        | 2 مارس 1992            |
|             | مؤسسة التنمية الدولية              | 24 أبريل 1961        | 23 يوليو 1992          |
|             | الفريق المعني برصد الأرض           | ?                    | ?                      |
|             | منظمة حظر الأسلحة الكيميائية       | ?                    | ?                      |

## وصلات خارجية
- موقع وزارة الخارجية المكسيكية
- موقع وزارة الخارجية الكازاخستانية